# La cesta de pan (1945)
La cesta de pan es una pintura del artista español Salvador Dalí, realizada en 1945. La obra está expuesta en el Teatro-Museo Dalí de Figueras, gestionado por la Fundación Gala-Salvador Dalí. Fue por primera vez expuesta en la galería Bignou de Nueva York, entre el 20 de noviembre y el 29 de diciembre de ese mismo año.
Dalí confesó que trabajó en la obra durante dos meses seguidos cuatro horas cada día y que finalizó la obra el 1 de septiembre de 1945, un día antes del fin de la Segunda Guerra Mundial.

## Descripción
Esta obra representa una cesta con un trozo de pan situada sobre una tabla de madera en un fondo oscuro. 
Los alimentos son un tema recurrente en la obra de Dalí, como por ejemplo, el reloj derretido como queso en La persistencia de la memoria, o el Teléfono Langosta. También el huevo o la carne son motivos comunes, sin embargo, ningún alimento tiene la presencia y significación en sus pinturas como el pan.
El pan es un tema recurrente y fetichista en la obra del pintor. El fondo oscuro hace referencia a las influencias que Dalí recibió de la obra de Zurbarán. La obra es típicamente realista. Esta obra está relacionada con otra obra del mismo autor, Cesta del pan (1926), sobre el mismo tema; Dalí defendía que si se comparaban las dos obras «se podría estudiar toda la historia de la pintura, desde el encanto lineal del primitivismo hasta la hiperesteticismo estereoscópico».